# بالو (دين)
بالو (دين) (بالإنجليزية: Palo (religion)) المعروف أيضًا باسم لاس ريجلاس دي الكونغو، هو ديانة أفريقية في الشتات تطورت في كوبا خلال أواخر القرن التاسع عشر أو أوائل القرن العشرين. لقد نشأت من خلال عملية التوفيق بين الديانة الكونغولية التقليدية في وسط أفريقيا، وفرع المسيحية الكاثوليكية الرومانية، والروحانية. يُطلق على المبتدئين في الدين اسم باليروس (ذكر) أو باليراس (أنثى).
يتم تنظيم بالو، وهي ديانة ابتدائية، من خلال مجموعات صغيرة مستقلة تسمى مونانسو كونغو، يقود كل منها شخصية تعرف باسم تاتا (الأب) أو يايي (الأم). على الرغم من تعليمه وجود إله خالق، نسامبي أو سامبيا، يعتبر بالو هذا الكيان غير متورط في شؤون الإنسان وبالتالي يركز اهتمامه على أرواح الموتى، المعروفة مجتمعة باسم كالونجا. وسط مدينة بالو هو نجانجا أو بريندا، وهو وعاء مصنوع عادة من مرجل حديدي أو وعاء من الطين أو القرع. تعتبر العديد من النجانجا بمثابة مظاهر مادية لآلهة معينة تُعرف باسم مبونغو. ستحتوي نجانجا عادةً على مجموعة واسعة من الأشياء، من أهمها العصي والبقايا البشرية، والتي تسمى نفومبي. في بالو، وجود النفومبي يعني أن روح الشخص الميت تسكن النجانجا وتخدم الباليرو أو الباليرا الذي يحتفظ بها. يأمر ممارس بالو النفومبي، من خلال نجانجا، بتنفيذ أوامرهم، عادةً للشفاء ولكن أيضًا للتسبب في الأذى. يتم تعميد تلك النجانجا المصممة في المقام الأول للأعمال الخيرية تلك المصممة إلى حد كبير للأفعال الخبيثة تُترك دون تعميد. يتم "تغذية" النجانجا بدماء الحيوانات المضحى بها والقرابين الأخرى، بينما يتم تفسير وصيتها ونصائحها من خلال أشكال مختلفة من العرافة.
تطورت بالو بين المجتمعات الأفريقية الكوبية في أعقاب تجارة الرقيق عبر المحيط الأطلسي في القرنين السادس عشر والتاسع عشر. تشكلت من خلال مزج الديانات التقليدية التي جلبها شعب الباكونغو المستعبد من أفريقيا الوسطى إلى كوبا مع أفكار من الكاثوليكية الرومانية، وهي الديانة الوحيدة المسموح بها قانونًا في الجزيرة من قبل الحكومة الاستعمارية الإسبانية. مينكيسي، الأوعية الروحية التي كانت أساسية لمختلف مجتمعات الشفاء الكونغولية، قدمت الأساس لنجانجا في بالو. اتخذ الدين شكله المميز في أواخر القرن التاسع عشر أو أوائل القرن العشرين تقريبًا، في نفس الوقت تقريبًا الذي اندمجت فيه تقاليد اليوروبا الدينية مع الأفكار الكاثوليكية الرومانية والروحانية في كوبا لإنتاج السانتيرية. بعد حرب الاستقلال الكوبية التي أسفرت عن قيام جمهورية مستقلة في عام (1898)، كرّس دستورها الجديد حرية الدين. ومع ذلك ظلت بالو مهمشة من قبل المؤسسة الرومانية الكاثوليكية والأوروبية الكوبية في كوبا، والتي كانت تنظر إليها عادةً على أنها بروجيريا (السحر)، وهي الهوية التي اعتنقها العديد من ممارسي بالو منذ ذلك الحين. في الستينيات، أدت الهجرة المتزايدة في أعقاب الثورة الكوبية إلى انتشار بالو في الخارج.
تنقسم بالو إلى تقاليد أو رامات متعددة، بما في ذلك مايومبي، ومونتي، وبريومبا، وكيمبيسا، ولكل منها منهجها الخاص في التعامل مع الدين. يُعرف العديد من الممارسين أيضًا بأنهم من الروم الكاثوليك ويمارسون تقاليد أفريقية كوبية إضافية مثل السانتيريا. تمارس بالو بشكل كبير في شرق كوبا على الرغم من وجودها في جميع أنحاء الجزيرة وانتشرت في الخارج، بما في ذلك أجزاء أخرى من الأمريكتين مثل فنزويلا والمكسيك والولايات المتحدة. في العديد من هذه البلدان، اشتبك ممارسو بالو مع سلطات إنفاذ القانون بسبب تورطهم في عمليات سرقة خطيرة لشراء عظام بشرية من أجل النجانجا الخاصة بهم.

## تعريفات
بالو هي ديانة أفريقية كوبية، وعلى نطاق أوسع ديانة أفرو أمريكية. اسمها مشتق من بالو، وهو مصطلح إسباني يعني العصي، في إشارة إلى الدور المهم الذي تلعبه هذه العناصر في ممارسات الدين. مصطلح آخر للدين هو ريجلا دي كونغو (حكم الكونغو أو قانون الكونغو) أو ريجلا كونغو، في إشارة إلى أصولها بين ديانة الكونغو التقليدية لشعب باكونغو في وسط أفريقيا  يُشار أيضًا إلى بالو أحيانًا باسم بروجيريا (السحر)، سواء من قبل الغرباء أو من قبل بعض الممارسين أنفسهم.
على الرغم من أن أصولها تعتمد بشكل كبير على ديانة الكونغو، إلا أن بالو تستمد تأثيرها أيضًا من الديانات التقليدية للشعوب الأفريقية الأخرى التي تم جلبها إلى كوبا، مثل يوروبا غرب إفريقيا. تم دمج هذه العناصر الأفريقية مع عناصر من الكاثوليكية الرومانية وأيضًا من الروحانية، وهي نسخة فرنسية من الروحانية. فكرة أن أصول بالو الأفريقية مهمة بالنسبة للممارسين. غالبًا ما يشيرون إلى وطنهم الديني باسم نغولا، مما يشير إلى الإيمان بمملكة الكونغو التاريخية باعتبارها مكان منشأ بالو، وهو المكان الذي تكون فيه الأرواح أكثر قوة.
بالو ليس لديها نص مقدس، ولكن يتم نقلها شفهيًا إلى حد كبير. لا توجد سلطة مركزية تسيطر على الدين، ولكن هناك مجموعات منفصلة من الممارسين الذين يعملون بشكل مستقل. ليس لديها عقيدة منهجية، ولا يوجد بروتوكول طقوسي صارم، مما يمنح ممارسيها مجالًا للابتكار والتغيير. غالبًا ما يفسر الممارسون المختلفون الدين بشكل مختلف، مما يؤدي إلى ممارسات شديدة التباين. توجد العديد من التقاليد أو الطوائف المتميزة في بالو، والتي تسمى راماس والرامات الرئيسية هي مايومبي، وبريومبا، ومونتي، وكيمبيسا.
بالو هي إحدى الديانات الأفرو-كوبية الثلاث الرئيسية الموجودة في الجزيرة، والديانتان الأخريان هما السانتيريا ، المشتقة إلى حد كبير من ديانة اليوروبا في غرب إفريقيا، وأباكوا، التي تعود أصولها إلى المجتمعات الذكورية السرية التي تمارس بين قبيلة الإيبيبيو-إفيكية العديد من المبتدئين في بالو منخرن أيضًا في السانتيريا، أباكوا، الروحانية، أو الكاثوليكية الرومانية. غالبًا ما يرى الممارسون أن هذه الديانات المختلفة تقدم مهارات وآليات تكميلية لحل المشكلات. يعتقد بعض ممارسي بالو أن أتباع الديانة يجب أن يعتمدوا من الروم الكاثوليك. بشكل عام، يبدأ الفرد في الدخول إلى سحر السانتيرية بعد أن يبدأ في بالو والعكس غير مسموح به عادة. هناك بعض ممارسي بالو الذين يعترضون على إدخال عناصر من سحرالسانتيرية في دينهم. لدى بالو أيضًا قواسم مشتركة مع أوبيا، وهي ممارسة نشأت إلى حد كبير في جامايكا، ومن الممكن أن يكون بالو وأوبيا قد تم تخصيبهما عبر الهجرة الجامايكية إلى كوبا منذ عام (1925) فصاعدًا.

### مصطلحات للممارسين
يُطلق على الممارسين عادةً اسم Paleros إذا كان ذكرًا، Paleras إذا كانت أنثى، مصطلح يمكن ترجمته على أنه "الشخص الذي يتعامل مع أغصان الأشجار". مصطلح بديل للأتباع هو Mayomberos مصطلح آخر ينطبق على ممارسي بالو في كوبا هو نجانجوليرو ونجانجوليرا، ويعني "الشخص الذي يعمل نجانجا". يحمل هذا المصطلح دلالات تحقيرية في المجتمع الكوبي على الرغم من أن بعض الممارسين يتبنونه كمصطلح فخر. مصطلح تحقير مماثل يتبناه بعض أتباعه هو بروجو (ساحرة).

## المعتقدات

### الآلهة والأرواح
على الرغم من أن بالو تفتقر إلى الأساطير الكاملة، تتضمن نظرتها للعالم ألوهية خالق نسامبي أو سامبيا. في أساطير الدين، يُعتقد أن نسامبي هو المسؤول عن خلق العالم وأول رجل وامرأة. ويعتبر هذا الكيان بعيدًا عن الإنسانية ولا يمكن الوصول إليه، وبالتالي لا توجه إليه أي صلاة أو تضحيات. وصف عالم الأنثروبولوجيا تود رامون أوتشوا، أحد رواد بالو بريومبا، نسامبي بأنها "القوة في المادة التي تقاوم التلاعب البشري وتفرض نفسها ضد إرادة الشخص". في سياق الديانة الأفرو كوبية، تمت مقارنة نسامبي بـ أولوفي في السانتيريا وأباسي في أباكوا.
في بالو، يتم توجيه التبجيل نحو كل من الأسلاف وأرواح العالم الطبيعي، وكلاهما يسمى مبونجوس وفقًا لعالمة الأنثروبولوجيا كاترينا كيرستيتزي، يمثل المبونغو "نوعًا من الألوهية الثانوية". عادةً ما يكون لكل مبونغو أسماءه وصفاته الخاصة، وقد يعرض جوانب أو مظاهر متعددة، ولكل منها أسماء خاصة بها. من بين أبرز هذه المبونغو، على الأقل في هافانا، لوسيرو، ساراباندا، سيت رايوس، ما كالونجا، ماما تشولا، كينتيللا ندوكي، وتيمبلا تييرا. قد يكون لكل مبونغو جمعيات خاصة به على سبيل المثال، يفتح لوسيرو ويغلق المسارات بينما يُنظر إلى ساراباندا على أنها قوية وبرية. يُعتقد أن المبونجوس الطبيعي يعيش في الأنهار والبحر، وكذلك في الأشجار، مع اعتبار المناطق غير المزروعة من الغابات مواقع قوية بشكل خاص للقوة الروحية. من المتوقع أن يعقد الممارسون اتفاقيات مع أرواح الطبيعة هذه.
غالبًا ما يتم مساواة mpungus معينة بأرواح أوريشا معينة من السانتيريا، وكذلك مع القديسين من الكاثوليكية الرومانية ساراباندا، على سبيل المثال، مرتبط بالأوريشا أوغون والقديس بطرس، بينما يرتبط لوفو كويو بالأوريشا أوتشوسي والقديس نوربرت. ومع ذلك يلعب المبونجوس دورًا أقل أهمية في بالو مما تلعبه الأوريشا في السانتيريا، وميثاق الروح في بالو أكثر عرضية ومتقطعة من العلاقة التي يقيمها ممارسو السانتيريا مع آلهتهم. تعتبر أرواح بالو بشكل عام شرسة وغير منضبطة. الممارسون الذين يعملون مع كل من أرواح الأوريشا وبالو يشبهون ممارسي الفودو الهايتيين الذين يقومون بطقوس لكل من فرعي رادا وبيتو من أرواح لوا الأوريشا، مثل الرادا، معتدلة المزاج، في حين أن أرواح بالو، مثل البيتو، أكثر فوضوية وجموحًا.

#### أرواح الموتى
تلعب أرواح الموتى دورًا بارزًا في بالو، حيث لاحظ كيريستيتزي أن أحد السمات المركزية لمدينة بالو هو اعتقادها بأن "أرواح الموتى تتوسط وتنظم العمل والطقوس البشرية". في بالو، يُشار إلى روح الموتى باسم نفومبي أو (نفومبي) وهو مصطلح مشتق من كلمة كيكونغو التي تعني الشخص الميت، مفومبي. تشمل المصطلحات البديلة المستخدمة للإشارة إلى الموتى في بالو مصطلح اليوروبا eggun بالإضافة إلى الكلمات الإسبانية مثل el muerto (الموتى)، وفي حالات نادرة، espíritu (الروح). يشير الممارسون أحيانًا إلى أنفسهم، كأشخاص أحياء، على أنهم الموتى السائرون. ويمكن أيضًا الإشارة إلى الموتى، خاصة بالمعنى الجماعي، باسم كالونجا.
يعلم بالو أن الفرد يتكون من جسد مادي وروح تسمى سومبرا (الظل). في اعتقاد بالو، يتم توصيلها عبر كوردون دي بلاتا (الحبل الفضي). في كوبا، اندمجت فكرة الباكونغو عن الظل الروحي مع الفكرة الروحانية عن المحيط، وهو بخار روحي يحيط بجسم الإنسان. Paleros / Paleras يبجلون أرواح أسلافهم. عند إقامة وليمة جماعية، عادةً ما يتم استدعاء أسلاف المنزل وطلب موافقتهم على المضي قدمًا. يُنظر إلى الموتى على أنهم يتمتعون بقوى ومعرفة خارقة للطبيعة مثل البصيرة. يُعتقد أن الأسلاف يمكنهم الاتصال بالأحياء ومساعدتهم، ولكن يُعتقد أيضًا أن الموتى قادرون على التسبب في مشاكل للأحياء، وغالبًا ما يتم إلقاء اللوم عليهم في مشاكل مثل القلق والأرق.
من المتوقع أن يتفاعل ممارسو بالو ويتلقون رسائل من الموتى، وإذا أمكن التأثير على إرادة الموتى لمصلحتهم الشخصية. يدعي بعض الممارسين قدرة فطرية على الإحساس بوجود أرواح الموتى. للتأكد من موافقة الموتى، غالبًا ما يستخدم ممارسو بالو العرافة أو أشكال الوساطة الروحية من الأرواحية، وفي التواصل مع الموتى يُطلق عليهم أحيانًا اسم muerteros (وسطاء الموتى).
في بالو، غالبًا ما يُنظر إلى الموتى على أنهم ما أسماه أوتشوا "كتلة كثيفة لا يمكن تمييزها" وليس كأفراد منفصلين. عرّف أوتشوا كالونجا بأنها "مكان محايث تظهر منه بالو وأشكال الموتى التي لا تعد ولا تحصى". ويعتقد أيضًا أنهم قادرون على الوجود داخل المادة المادية. يمكن على سبيل المثال تمثيلها بمجموعات صغيرة من المواد، أو الأشياء التي غالبًا ما يتم العثور عليها أو تلك الموجودة عادة في المنزل، والتي يتم وضعها معًا، غالبًا في زاوية الفناء أو المبنى الخارجي. غالبًا ما يطلق عليهم اسم rinconcito (الزوايا الصغيرة). غالبًا ما يتم تقديم عروض الطعام والشراب في rinconcito وتركها تتحلل. هذه ممارسة أيضًا يتبعها العديد من أتباع السانتيريا، على الرغم من أن التركيز على الوجود المادي للموتى يختلف عن وجهات النظر الروحانية للأرواح المتوفاة.

##### النجانجا

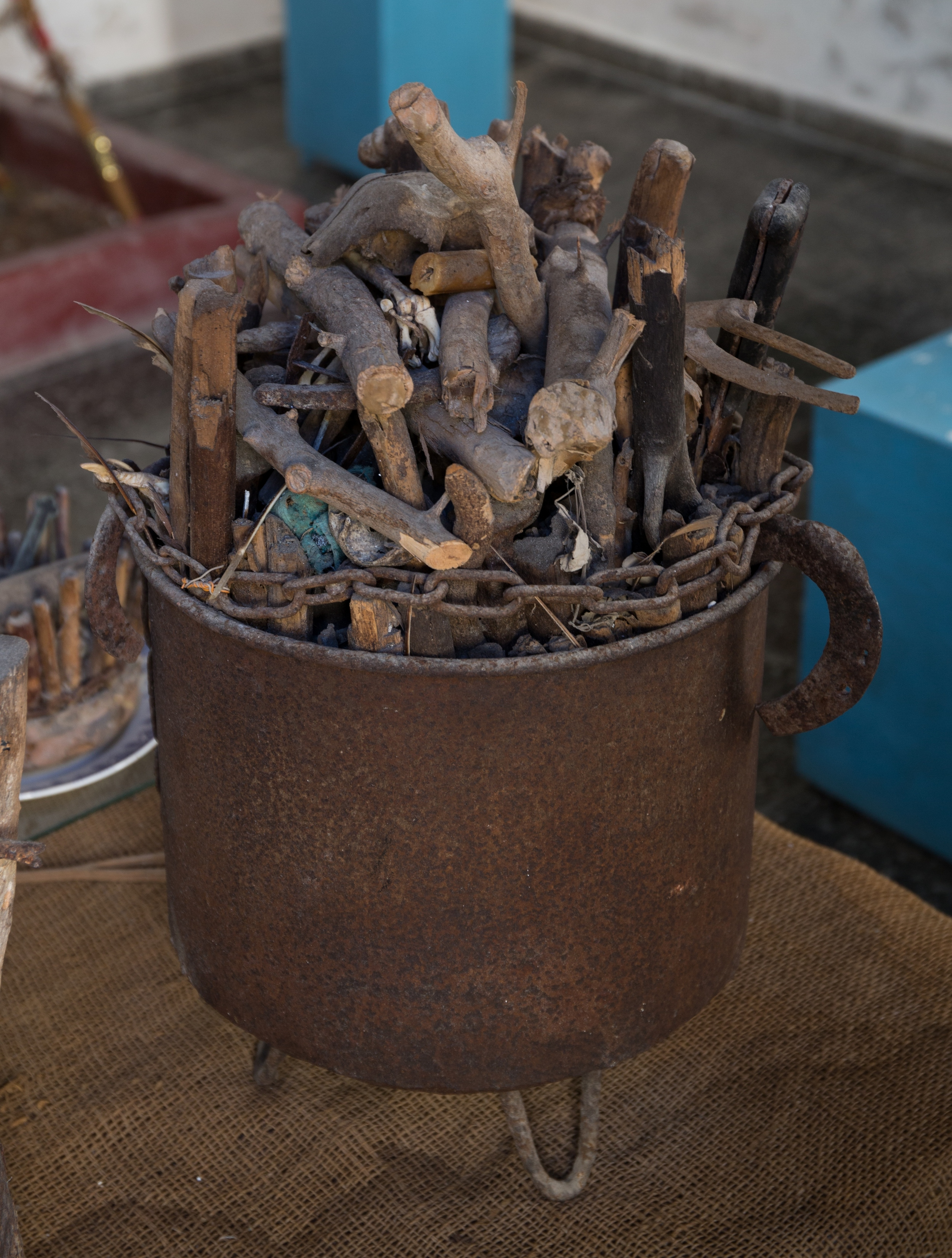
نسخة طبق الأصل من بالو نجانجا معروضة في متحف كوبي

تلعب سفينة تسمى نجانجا دورًا رئيسيًا في بالو، وهو مصطلح لا يشير في وسط إفريقيا إلى شيء ما، بل إلى رجل يشرف على الطقوس الدينية. تُعرف هذه السفينة أيضًا باسم بريندا، وهو مصطلح إسباني يعني "الكنز" أو "الجوهرة". المصطلحات البديلة التي تستخدم أحيانًا لها هي el brujo (الساحر)، enquisa، كالديرو (المرجل)، أو كاسويلا (وعاء)، بينما نسخة صغيرة محمولة تسمى nkuto. يمكن للممارس التبديل بين هذه المرادفات أثناء المحادثة. في حالات نادرة، قد يشير الممارس أيضًا إلى نجانجا باسم نكيسي (جمع مينكيسي). المنكيسي هي أدوات طقسية كونغولية يُعتقد أنها تمتلك روحًا ساكنة وهي أساس تقليد بالو نجانجا، ويعتبر الأخير تطور "الكوبية بشكل فريد".
يتكون النجانجا إما من وعاء من الطين، يقطينة، أو وعاء حديدي أو مرجل. غالبًا ما يتم لفه بإحكام بسلاسل ثقيلة. ككل نجانجا فريد من نوعه جسديًا، ويحمل اسمه الفردي الخاص به يعتبر البعض ذكرًا والبعض الآخر أنثى. من المعتاد ألا يقف النجانجا مباشرة على قاعدة خشبية أو من البلاط، ولهذا السبب غالبًا ما تكون المنطقة الموجودة أسفله مليئة بالطوب والأرض. يتم الاحتفاظ بالنجانجا في حرم محلي، مونانسو، أو كوارتو دي فوندامنتو. قد تكون هذه خزانة، غرفة في منزل الممارس، أو هيكل خارجي في الفناء الخلفي. وقد يتم تزيينه بطريقة تشير إلى الغابة، على سبيل المثال ببقايا أنواع الحيوانات التي تعيش في مناطق الغابات، حيث تعتبر هذه الأخيرى مساكن للأرواح. عندما يمارس الفرد كلا من بالو والسانتيريا، فإنهم عادةً ما يبقون الأوعية الروحية الخاصة بالتقاليد الخاصة منفصلة في غرف مختلفة. مصطلحات مثل نجانجا وبريندا لا تشير فقط إلى الوعاء ولكن أيضًا إلى الروح التي يعتقد أنها تسكنها. بالنسبة للعديد من الممارسين، يعتبر النجانجا مظهرًا ماديًا لإله المبونغو. سوف يمنح المبونغو المختلف سمات مختلفة للنجانجا ساراباندا على سبيل المثال يضفي عليه مهاراته المحاربة. يمكن تحديد اختيار وعاء نجانجا اعتمادًا على المبونغو المرتبط به، بينما سيتم ربط المبونغو المحدد بالنجانجا عن طريق نوع معين من الحجر يمكن وضعه فيه ورمز، الفيرما ، الذي يتم رسمه قد يشير اسم nganga إلى السكنى mpungu ومن الأمثلة على ذلك نجانجا تسمى "ساراباندا نوش أوسكورا" لأنها تحتوي على mpungu Sarabanda. يعتبر نجانجا على قيد الحياة.علق أوتشوا قائلاً، من وجهة نظر أتباع بالو، لم تكن النجاجا كائنات ثابتة، بل وكلاء، أو كيانات، أو جهات فاعلة لها دور نشط في المجتمع. يُعتقد أنهم يعبرون عن إرادتهم لممارسي بالو من خلال العرافة ومن خلال حيازة الروح.
تدور أحداث بالو حول الخدمة والخضوع للنجانجا. لاحظ كيرستيتزي أنه في بالو، " النجانجا ليس وسيطًا إلهيًا، بل هو الإلهي نفسه إنه إله في حد ذاته". يُطلق على أولئك الذين يحتفظون بالنجانجا اسم بيروس (الكلاب) أو كريادوس (خدم) السفينة. من المفترض أن تكون العلاقة التي يطورها ممارس بالو مع النجانجا مدى الحياة، والفكرة الشائعة هي أن الحارس يصبح مثل النجانجا الخاص بهم. قد يكون لدى كبار الممارسين عدة نجانجا، وقد ورثوا بعضها من معلميهم.  سوف يستشير بعض الممارسين النجانجا لمساعدتهم على اتخاذ القرارات في الحياة، معتبرين أنها كلي العلم. يرغب النجانجا في جذب انتباه حارسه؛  يُعتقد أنهم غالبًا ما يشعرون بالغيرة والتملك على حراسهم.  وصف أوتشوا العلاقة بين الباليرو / باليرا والنجانجا الخاصة بهم بأنها صراع إرادات، حيث ينظر ممارس بالو إلى النجانجا "باحترام مبني على الخوف".
يعتبر نجانجا مصدرًا للقوة الخارقة للطبيعة باليرو أو باليرا. ضمن معتقدات الدين، يمكن أن يشفي ويؤذي في نفس الوقت، وبصفته الأخيرة يُعتقد أنه قادر على التسبب في سوء الحظ والمرض والموت. يعتقد الممارسون أنه كلما تم الاعتناء بالنجانجا بشكل أفضل، كلما كان أقوى وتمكن من حماية حارسه بشكل أفضل، ولكن في الوقت نفسه كلما زاد الاعتقاد بأنه قادر على السيطرة على حارسه، وربما حتى القتل. تحكي القصص المختلفة المنتشرة في مجتمع بالو عن ممارسين دفعوا إلى حوادث كارثية أو الجنون أو العوز. تساهم القصص التي تتحدث عن تمرد وعناد شعب نجانجا معين في تعزيز هيبة حارسه، حيث تشير إلى أن نجانجا لديه قوة.

###### الأساسيات
يُطلق على محتويات نجانجا اسم الأساسيات، ويُعتقد أنها تساهم في قوتها. العنصر الرئيسي هو العصي التي تسمى بالوس، والتي يتم اختيارها من أنواع معينة من الأشجار. يشير اختيار الشجرة المختارة إلى طائفة بالو المعنية، بالعصي التي يعتقد أنها تجسد خصائص وقوى الأشجار التي أتت منها. تتم إضافة التربة من مواقع مختلفة، على سبيل المثال من مقبرة، ومستشفى، وسجن، وسوق، وكذلك المياه من مصادر مختلفة، بما في ذلك النهر والبئر والبحر. يمكن دمج حجر ماتاري، الذي يمثل المبونغو المحدد المرتبط بالنجانجا. يمكن أن تشمل المواد الأخرى المضافة بقايا الحيوانات، والريش، والأصداف، والنباتات، والأحجار الكريمة، والعملات المعدنية، وشفرات الحلاقة، والسكاكين، والأقفال، والحدوات، ومسامير السكك الحديدية، والدم، والشمع، والمشروبات الكحولية، والنبيذ، والزئبق ، والتوابل. يمكن إضافة الأشياء الثمينة بالنسبة للمالك، أو التي تم الحصول عليها من مكان بعيد، وكلما كان الحصول على هذه الأشياء أكثر صعوبة، كلما تم اعتبارها أكثر أهمية. يمكن أن يؤدي هذا الاختيار المتنوع للمواد إلى وصف النجانجا بأنها صورة مصغرة للعالم.
يمكن أن يعكس الشكل الدقيق للنجانجا، مثل حجمها، عادات تقاليد بالو المختلفة. تتميز نجانجا في تقليد بريمبا على سبيل المثال بحلقة من العصي تمتد إلى ما وراء حافتها. يمكن أيضًا اختيار الكائنات لارتباطها بـ mpungu الساكن. على سبيل المثال، قد تحتوي نجانجا ساراباندا على العديد من الأشياء المعدنية، مما يعكس ارتباطه بالمعادن والحرب. مع إضافة المزيد من الأشياء بمرور الوقت، عادةً كعروض، غالبًا ما تتسرب كمية المواد من الوعاء نفسه ويتم ترتيبها حوله وتشغل أحيانًا الغرفة كاملة. يمكن أيضًا وضع الأشياء المستخدمة في طقوس الشفاء والسحر في بالو، مثل العبوات الصغيرة أو الدمى، مؤقتًا بالقرب من نجانجا لضمان فعاليتها. ينتج عن مزيج العناصر رائحة قوية وعفنة ويجذب الحشرات، حيث وصف أوتشوا النجاجاس بأنها "تخيف مواجهتها بشدة".

###### النفومبي

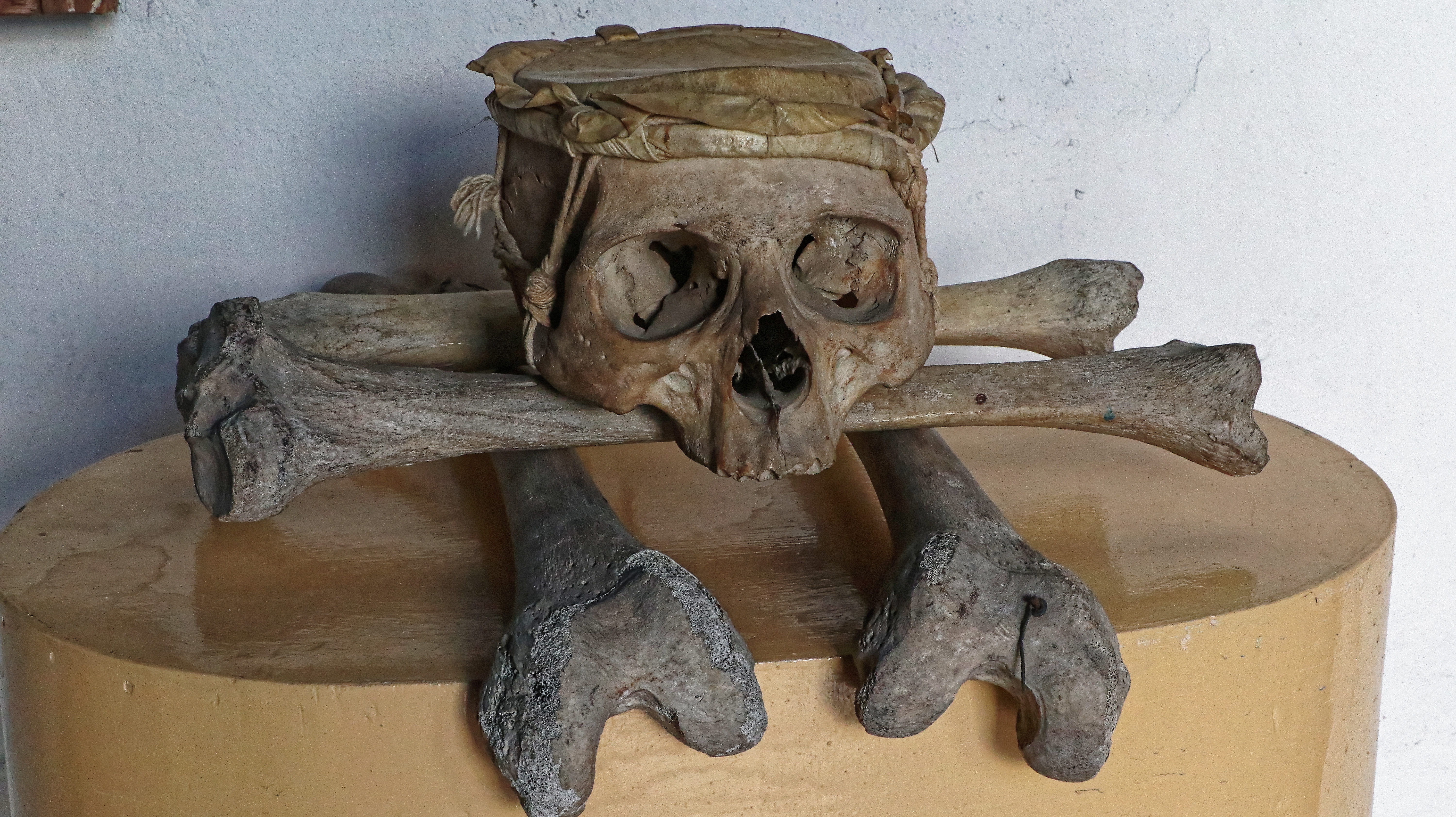
جمجمة وعظام بشرية معروضة في متحف أوريشاس في هافانا. يتم تضمين بقايا المواد البشرية في نجانجا بالو

عادةً ما يتم تضمين العظام البشرية في نجانجا. بعض التقاليد، مثل بريومبا، تعتبر هذا عنصرًا أساسيًا في السفينة ويشعر ممارسون آخرون أن التربة أو قطعة من الملابس من القبر قد تكون كافية. غالبًا ما يدعي الممارسون أن نجانجا الخاصة بهم تحتوي على بقايا بشرية حتى لو لم تكن كذلك. وأهم جزء من الجسم لهذا الغرض هو الجمجمة، ويطلق عليها اسم كيومبا.تُسمى العظام البشرية بـ نفومبي، وهي كلمة بالو كيكونغو تعني (الميت) فهو يميز العظام نفسها والشخص الميت الذي تنتمي إليه.
يتم اختيار العظام بحكمة. عادةً ما يتم اختيار جنس نفومبي ليتناسب مع جنس نانجا الذي يتم دمجه فيه. في بعض الأحيان، يتم البحث عمدا عن عظام مجرم أو مجنون. إذا لم تتوفر عظام الشخص المتوفى، فقد يكون التراب من قبر الشخص المتوفى كافيا. وفقًا لتقاليد بالو، يجب على الممارس استخراج العظام من المقبرة بنفسه، على الرغم من أن هذا غالبًا ما يكون غير عملي في المناطق الحضرية، وبدلاً من ذلك يحصل الممارسون عليها من خلال اتفاقيات السوق السوداء مع حراس الأرض والإداريين المسؤولين عن صيانة المقابر. في أماكن أخرى، تم الحصول على البقايا البشرية التي كانت بمثابة عينات تعليمية تشريحية، أو تم شراؤها من خلال النباتات.
حسب التقليد، يسافر ممارس بالو إلى المقبرة ليلاً. هناك، يركزون على قبر معين ويسعون إلى التواصل مع روح الشخص الميت المدفون هناك، عادةً من خلال العرافة. ثم قرروا إنشاء اتفاق مع الروح، حيث يوافق الأخير على أن يصبح خادمًا للممارس. بمجرد اعتقادهم أنهم حصلوا على موافقة الروح، يقوم باليرو / باليرا بحفر عظام المتوفى، أو على الأقل يجمع التربة من قبره، ويأخذها إلى المنزل. هناك، يؤدون طقوسًا لتثبيت هذه الروح داخل نجانجا الخاصة بهم. بعد إخراجها من قبرها، قد تخضع عظام النفومبي لمحاولات "لتبريدها" وتسويتها، قبل إضافتها إلى نجانجا، وهو أمر cerré el pacto (يختم الاتفاق).
في بالو، يُعتقد أن روح الفرد الميت تسكن في نجانجا. يصبح هذا عبدًا للمالك، مما يجعل العلاقة بين باليرو / باليرا و نفومبي مختلفة تمامًا عن العلاقة المتبادلة التي تربط السانتيريا / السانتيريا مع الأوريشا في السانتيريا. يعد حارس نجانجا بإطعام النفومبي، على سبيل المثال بدم الحيوانات، والروم، والسيجار. ستقوم روح نفومبي بعد ذلك بحماية الحارس، وتنفذ أوامر مالكها أو عملاء مالكها خدماتها تسمى عمل. سيتحدث الممارسون أحيانًا عن أن الـ نفومبي لديهم شخصية مميزة، ويظهرون سمات مثل العناد أو الغيرة. سوف يحكم نفومبي على الأرواح الأخرى، من الحيوانات والنباتات، والتي تم تضمينها أيضًا في نانجا. يُعتقد أن أجزاء حيوانية محددة مضافة تعمل على تعزيز مهارات نفومبي في نجانجاعلى سبيل المثال، قد يُنظر إلى الهيكل العظمي للخفاش على أنه يمنح الخفافيش القدرة على الطيران خلال الليل للقيام بالمهمات، وقد تعطيه السلحفاة عضة شرسة، ويمنحه رأس الكلب عضة قوية حاسة الشم.

###### نجانجا كريستياناوجوديا
تنقسم النجانجا بشكل عام إلى فئتين، كريستيانا (مسيحية) وجوديا (يهودية) الأفكار الكاثوليكية الإسبانية في القرن التاسع عشر حول الخير والشر، مع مصطلح جويدا الذي يشير إلى أن شيئًا غير مسيحي بدلاً من أن يرتبط بشكل خاص باليهودية. سيتم اعتبارنجانجا كريستياناس "معمدًا" لأن المياه المقدسة من الكنيسة الرومانية الكاثوليكية سيتم تضمينها كأحد مكوناتها وقد تتضمن أيضًا صليبًا. ومن المتوقع أيضًا أن تكون البقايا البشرية المدرجة على أنها غير مألوفة بداخلها لمسيحي. في حين يمكن استخدام نجانجا كريستيانا للهجوم المضاد ضد المهاجمين، إلا أنه يُحظر عليهم قتل الناس. على العكس من ذلك، تُستخدم نجانجا جودياس في الأعمال الخبيثة، أو العمل الضار، وهي قادرة على وجه التحديد على قتل الناس. الرفات البشرية المدرجة في نجانجا جودياس هي عادة بقايا شخص غير مسيحي، على الرغم من أنها ليست بالضرورة يهودية على وجه التحديد. الحدود بين نوعي نجانجا ليست دائمًا ثابتة تمامًا، لأنه لا يزال من الممكن استخدام نجانجا المعمد في أعمال ضارة في مناسبات نادرة.
يؤكد العديد من الممارسين أن النوعين المختلفين من النجانجا يجب أن يظلا منفصلين عن بعضهما البعض، وإلا فإنهما سيتقاتلان. على عكس نجانجا كريستياناس، الذين يتلقون دماء حارسهم فقط بمبادرة من الأخير، سيتم تغذية نجانجا كريستياناس بدم حارسهم في كثير من الأحيان. يرى تقليد بالو أيضًا أن نجانجا جوديا هم عرضة لخيانة حارسهم والمجيء للحصول على دماء الأخير. أولئك الذين لاحظوا بالو في كوبا خلال التسعينيات، بما في ذلك أوتشوا وعالم الأنثروبولوجيا الطبية يوهان فيدل، لاحظوا أن جوديا نجانجاس كانت نادرة في تلك المرحلة.
يعلم بالو أنه على الرغم من أن نجانجا جودياس أكثر قوة، إلا أنها أقل فعالية. وذلك لأن نجانجا جودياس في معظم الأوقات يكونون خائفين من نجانجا كريستيانا وبالتالي عرضة لهم، ولكن هذا يتغير في يوم من أيام السنة الجمعة العظيمة في المعتقد المسيحي، يصادف يوم الجمعة العظيمة اليوم الذي صلب فيه يسوع المسيح ومات، وبالتالي يعتقد باليروس وباليراس أن قوة نجانجا كريستياناس قد تم إبطالها مؤقتًا. لذلك فإن الجمعة العظيمة هي اليوم الذي يمكن فيه استخدام نحانحا جوديا. في يوم الجمعة العظيمة، غالبًا ما يتم وضع ملاءة بيضاء فوق أي نجانجا كريستيانا لإبقائهم "هادئين" وحمايتهم خلال هذه الفترة الضعيفة.

###### إنشاءنجانجا
يعد صنع نجانجا إجراءً معقدًا. يمكن أن يستغرق عدة أيام، مع حدوث مكوناته في أوقات محددة خلال اليوم والشهر. عندما يتم إنشاء نجانجا جديد للأب أو الأم، يقال أنه ناسر ("نشأ" أو "ولد") من نجانجا "الأم" التي تحكم المنزل. يُطلق على أول نجانجا من التقليد، والذي تنبع منه جميع التقاليد الأخرى في النهاية، اسم ترونكو (الجذع). غالبًا ما تظل عملية إنشاء نانجا جديدة سرية، وسط مخاوف من أنه إذا تعلم ممارس بالو منافس المكونات الدقيقة للنجانجا المعينة فسيترك الأخير عرضة لهجمات خارقة للطبيعة. قد يطلب كبير الممارسين الذين ينشئون النجانجا من الوالدة أو الأب مساعدتهم، وهو أمر يعتبر امتيازًا عظيمًا.
سيتم غسل المرجل أو الوعاء الجديد في أغوا نونجورو، وهو مزيج من الماء والأعشاب المختلفة والغرض من ذلك هو تبريد الوعاء، فالموتى يعتبرون ساخنين. بعد ذلك، يمكن رسم العلامات المعروفة باسم (Firmas) على السفينة الجديدة. سيتم إجراء العرافة للتأكد من رغبة الـ نوفمبي في دخول نجانجا، مما يؤدي في بعض الأحيان إلى مفاوضات ووعود بتقديم عروض لضمان موافقته. عندما يتم وضع عظام النفومبي بداخله، يمكن استنشاقها بالنبيذ الأبيض والأغارودينت وتبخيرها بدخان السيجار. يمكن أيضًا إضافة ملاحظة ورقية مكتوب عليها اسم نوفمبي. أثناء عملية بناء نجانجا، سيتأكد ممارس بالو ذو الخبرة من أن كل شيء يسير على ما يرام. يمكن إضافة حزم قشر الذرة التي تسمى ماسانجو لتحديد قدرات ذلك النجانجا. قد يضيف المبدع أيضًا بعضًا من دمائهم، مما يوفر للنجانجا الجديدة دفعة من القوة الحيوية. في غضون يوم واحد من إنشائها، تنص عادات بالو على أنه يجب إطعامها بدم الحيوانات. يقوم بعض الممارسين بعد ذلك بدفن النجانجا، إما في مقبرة أو منطقة طبيعية، قبل استعادتها لاستخدامها في طقوسهم.

###### الحفاظ علىنجانجا
يتم تغذية نجانجا بالدم من ذكور الحيوانات المضحى بها. يُسكب هذا الدم في النجانجا، وبمرور الوقت سوف يتحول لونه إلى اللون الأسود. وتشمل الأنواع المستخدمة لهذا الغرض الكلاب والخنازير والماعز والديوك. يعتقد الممارسون أن الدم يساعد في الحفاظ على قوة وحيوية النجانجا ويضمن التبادل المستمر مع الممارس. نادرًا ما يُعطى الدم البشري للنجانجا، إلا في بعض الأحيان عندما يتم إنشاء الأخير، وذلك لتحريكه، وعندما يتم بدء مبتدئ، للمساعدة في إبرام الاتفاق بينهما. يُخشى أنه إذا طور النجانجا طعمًا لدماء الإنسان، فسوف يطلبها باستمرار، مما يؤدي في النهاية إلى وفاة حارسه. بالإضافة إلى الدم، يتم أيضًا تقديم قرابين الطعام والتبغ أمام نجانجا وتشمل هذه غالبًا تبخير دخان السيجار وتطلعات شراب القصب.
هناك آداب محددة يتبعها ممارسو بالو عند التعامل مع النجانجا. عادة ما يرتدون اللون الأبيض، ويكونون حفاة الأقدام، ولديهم علامات على أجسادهم، غالبًا في قشرعنبر، مصممة لإبقائهم هادئين وحمايتهم من صخب الموتى. يركع الممارسون أمام النجانجا في التحية وكثيرًا ما يحيونها بكلمات "السلام عليكم، ملك السلام". ويمكنهم أيضًا رش مشروب الروم على النجانجا بأفواههم. في اعتقاد بالو، يحب النجانجا أن يتم مخاطبته بالأغنية، ولكل نجانجا أغاني معينة تنتمي إليه. ويمكن وضع كوب من الماء في مكان قريب بهدف "تبريد" حضور الموتى ويُعتقد أيضًا أن هذا يساعد أرواح الموتى في العبور إلى عالم البشر. يمكن وضع أشياء مثل القلائد حول نجانجا حتى يتم تنشيطها لاستخدامها كتمائم وقائية. غالبًا ما يتم حرق الشموع بينما يسعى الحارس للعمل مع السفينة. للتأكد من أن نجانجا ينفذ أوامر حارسه، قد يقوم الأخير أحيانًا بتوجيه تهديدات تجاهه. يمكن أن يمتد هذا "الإساءة الطقسية" إلى إهانة النجانجا وضربه بالمكنسة أو السوط.
عندما يموت أحد الممارسين، قد يتم تفكيك النجانجا الخاصة بهم إذا كان يُعتقد أن النفومبي الساكن يرفض خدمة أي شخص آخر ويرغب بدلاً من ذلك في إطلاق سراحه. يمكن بعد ذلك دفن النجانجا تحت شجرة في الغابة أو وضعها في النهر أو البحر. وبدلاً من ذلك، يعلم بالو أن النجانجا قد يرغب في تعيين حارس جديد.

###### الأخلاق والأخلاق وأدوار الجنسين
يعلم بالو الاحترام للمعلمين والشيوخ والأموات. وفقًا لأوتشوا، يؤكد الدين أن "السرعة والقوة والجسم الذكي" هي سمات إيجابية لممارسيه، بينما يبتهج أيضًا بقيام "الثورة والمخاطرة والتغيير". لم يتبنى الدين المفهوم المسيحي للخطيئة، ولا يقدم نموذجًا معينًا للكمال الأخلاقي ليسعى ممارسوه إلى تحقيقه. وبالتالي فإن تركيز الممارسة ليس على الكمال، بل على القوة. وقد تم وصفه بأنه عالم يعتنق الدين، وليس عالما يتخلى عنه.
يُسمح لكل من الرجال والنساء بممارسة بالو. في حين أن النساء يمكن أن يشغلن أعلى المناصب في الدين، فإن معظم دور الصلاة في هافانا يديرها رجال، وموقف الرجولة شائع بين مجموعات بالو. اعتقدت أوتشوا أنه يمكن وصف بالو بأنها أبوية، وواجهت عالمة الدين ماري آن كلارك العديد من النساء اللاتي اعتقدن أن مجتمع الممارسين ذكوري للغاية. يؤكد العديد من ممارسي بالو أنه لا ينبغي إعطاء النساء نجانجا بينما لا يزالن قادرين على الحيض. يعلم بالو أن وجود امرأة حائض بالقرب من نجانجا من شأنه أن يضعفها، ويؤكد أيضًا أن تعطش نجانجا للدماء قد يتسبب في نزيف المرأة بشكل مفرط، مما يسبب لها الأذى وربما يقتلها. لهذا السبب، فإن العديد من الممارسات لن يحصلن على نجانجا إلا بعد عقود من معاصريهن الذكور. غالبًا ما يتم استبعاد الرجال المثليين من بالو، وقد أبلغ المراقبون عن مستويات عالية من رهاب المثلية داخل التقاليد، على عكس الأعداد الكبيرة من الرجال المثليين المشاركين في سحر السانتيرية.

## الممارسات
بالو هو دين ابتدائي. وعادة ما تكون ممارساتها سرية، بدلا من ممارستها علانية. تعتبر نجانجا مركزية في ممارسات طقوس بالو، حيث تمثل "البطل الرئيسي" في احتفالاتها، والأعمال، والرجم بالغيب. اللغة المستخدمة في احتفالات بالو مثل أغانيها، غالبًا ما تسمى بالو كيكونغو وصف أوتشوا هذا بأنه "خطاب كريول" يعتمد على كل من كيكينغو والإسبانية. لقد أضفت هذه اللغة الطقسية طابعًا أسبانيًا على تهجئة العديد من كلمات الكيكونغو وأعطتها معاني جديدة. يحيي الممارسون بعضهم البعض بعبارة نسالا مالكم . كما أنهم يتعرفون على بعضهم البعض بمصافحة خاصة يتم فيها قفل إبهامهم الأيمن معًا وتلتقي راحتي اليد.

### بيوت الحمد

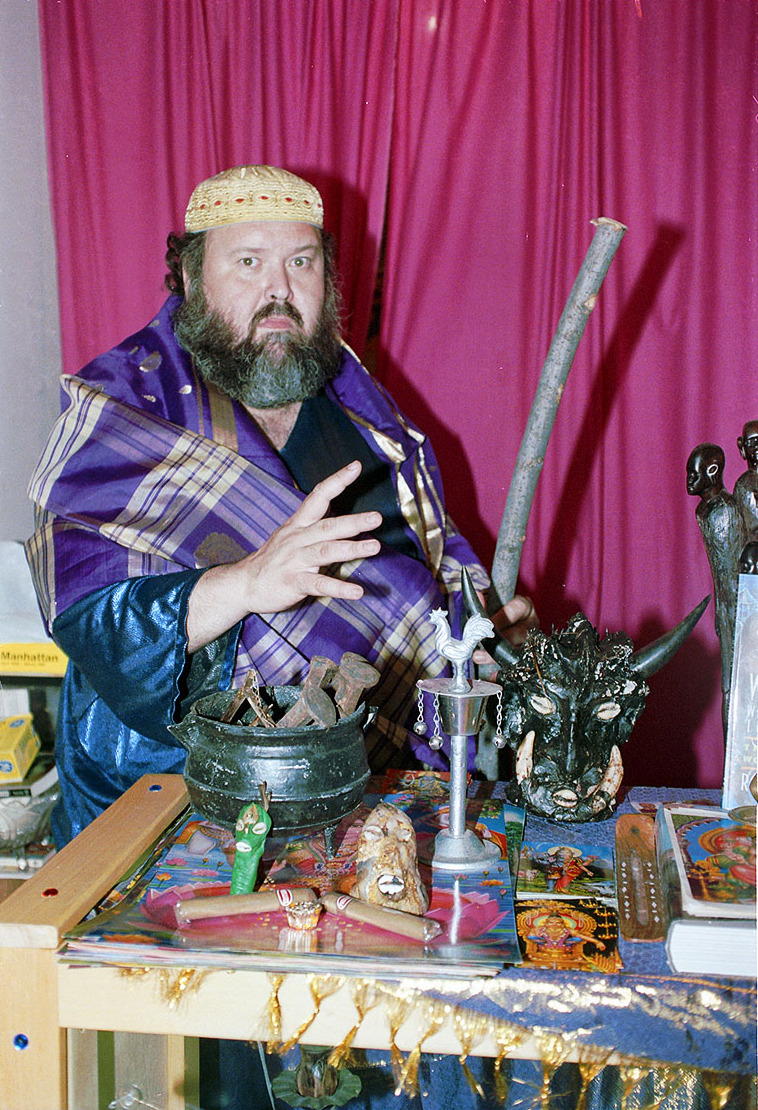
بابا راؤول كانيزاريس، كاهن كوبي من كل من السانتيريا وبالو تم تصويره مع أدوات طقوسه، بما في ذلك مرجل نجانجا

يتم تنظيم بالو حول مجموعات ابتدائية مستقلة. يُطلق على كل مجموعة من هذه المجموعات اسم مونانسو كونغو (بيت كونغو)، أو في بعض الأحيان كاسا تمبلو (بيت المعبد). قدم أوتشوا هذا على أنه بيت الحمد. ومن المفترض أن تظل اجتماعاتهم في الاحتفالات سرية. يسعى الممارسون أحيانًا إلى حماية بيت المديح عن طريق وضع عبوات صغيرة تسمى ماكوتو (غناء نكوتو )، في كل ركن من أركان الكتلة المحيطة بالمبنى تحتوي هذه الحزم على أوساخ من أربع زوايا ومواد من نجانجا.
مونانسو كونغو تشكل فاميلياس دي دين (العائلات الدينية). يقود كل منهم رجل أو امرأة يعتبر الوالد الرمزي لمبتدئيه يُطلق على هذا الباليرو الكبير اسم تاتا نجانجا (الأب نجانجا) في حين أن الباليرا الكبير هو نجانجا (الأم نجانجا). يجب أن يكون لدى هذا الشخص نجانجا خاص به والمعرفة المطلوبة بالطقوس لقيادة الآخرين. يُشار إلى هذا الرقم باسم بادرينو (العراب) أو مادرينا (العرابة) لمبتدئيهم تلميذهم هو أهيجادو (الإبن الروحي).
أسفل تاتا ويايي من المنزل، هناك مبتدئون منذ فترة طويلة، ويشار إليهم باسم بادري نجانجا إذا كان ذكرًا ومادري نجانجا إذا كانت أنثى. ومن النادر أن يصل الناس إلى هذا المستوى. في حفل البدء للوصول إلى مستوى الأب أو الأم ، غالبًا ما يتم منح باليرو / باليرا مرجل نجانجا الخاص بهم. لا يجوز لـ تاتا أو يايي إخبار الأب مادري بمحتويات نجانج الجديدة أو التعليمات المتعلقة بكيفية استخدامها، وبالتالي ضمان احتفاظ المعلم بالسيطرة على علاقته مع الطالب.
قد يتردد التاتا أو الياي في تعليم أقاربهم ومدرسيهم الكثير من المعلومات حول بالو، خوفًا من أنهم إذا فعلوا ذلك، فسوف ينفصل الطالب عن منزلهم ويؤسس منزلًا مستقلاً. لن يكون للأب أو الأم مبتدئون خاصون بهم. قد يتم اختيار بادري معين ولكن ليس مادري كمساعد خاص للتاتا أو يايي إذا خدموا الأول فيطلق عليهم اسم باكوفولا، وإذا خدموا الأخير فهم مايوردومو. غالبًا ما يُنظر إلى المدارس والبادرينات على أنها ملكية لمبتدئيهم الطلاب. غالبًا ما يتنافس الممارسون ذوو الخبرة الذين يديرون دور الثناء الخاصة بهم مع بعضهم البعض على المبتدئين المحتملين وسيحاولون أحيانًا سرقة الأعضاء من بعضهم البعض.
عادةً ما يكون الفرد الذي يسعى إلى الدخول إلى بيت المديح هو الشخص الذي سبق له استشارة باليرو أو باليرا لطلب مساعدته، على سبيل المثال في مجال الصحة أو الحب أو الملكية أو المال أو في الخوف من أن يكون قد تم سحره. قد يقترح ممارس بالو أن مصائب العميل ناتجة عن علاقته السيئة مع أرواح الموتى، وأنه يمكن تحسين ذلك من خلال تلقي التكريس في بالو. يُطلق على المبتدئين الجدد اسم نجويوس، وهو مصطلح يعني طفل في لغة بالو كيكونغو. في تقاليد بريومبا ومونتي، يُعرف المبتدئون الجدد أيضًا باسم بينوس نويفوس (الشتلات). قد يحضر نجويوسأ عياد نجانجا الخاصة ببيت المديح، والتي من المتوقع أن يساهموا فيها، ويمكنهم طلب المشورة منها، لكنهم لن يتلقوا نجانجا الشخصية الخاصة بهم ولا يحضروا مراسم البدء للدرجات الأعلى. يكتفي بعض الممارسين بالبقاء على هذا المستوى ولا يتابعون المزيد من التنشئة للوصول إلى مستوى الأب أو الأم.
عندما يقترب التاتا أو يايي أو المنزل من الموت، من المتوقع أن يعلنوا عن خليفة، والذي سيتم بعد ذلك قبوله طقوسيًا باعتباره التاتا أو يايي الجديد من قبل أعضاء المنزل. قد يتبنى القائد الجديد نجانجا سلفه، مما يؤدي إلى وجود عدة نجانجا ليعتني بها. بعد وفاة هذا القائد، غالبًا ما يكون لدى كبار المبتدئين الآخرين خيار مغادرة المنزل والانضمام إلى شخص آخر أو إنشاء منزل خاص بهم. يؤدي هذا إلى كون بعض ممارسي بالو أعضاء في عائلات دينية متعددة.

###### شركات
الرسومات التي تسمى شركات، اسمها مشتق من الكلمة الإسبانية التي تعني "التوقيع"، تلعب دورًا مهمًا في طقوس بالو. ويشار إليها بدلاً من ذلك باسم tratados ("الاتفاقيات" أو "الصفقات"). غالبًا ما تشتمل الشركات على خطوط وسهام ودوائر وصلبان، بالإضافة إلى الجماجم والشموس والأقمار. إنها تسمح للمبونغو بالدخول إلى الفضاء الاحتفالي، مع وجود علامة تتوافق مع المبونغو التي يتم استدعاؤها والتي يتم رسمها في أي حفل معين.
نظرًا لأنها تسهل الاتصال بين العوالم، تعتبر الشركات بمثابة كامينو (طرق). كما أنها تساعد في تثبيت إرادة الأحياء على الأموات، وتوجيه عمل كل من المشاركين من البشر والروح في الطقوس. الشركات تشبه فيفي المستخدمة في الهايتية فودو ومخطوطة أنافوروانا التي يستخدمها أعضاء.
قد تكون شركة مشتقة من الأحجبة المستخدمة في التقاليد السحرية الاحتفالية الأوروبية. ومع ذلك، فإن بعض التصاميم الشائعة في الشركات، مثل الشمس التي تدور حول الأرض وخط الأفق الذي يقسم العوالم، ربما تكون مستعارة من علم الكونيات الكونغولي التقليدي. هناك العديد من التصاميم المختلفة. بعضها خاص بالمبونغو الذي يُقصد الاستدعاء له، والبعض الآخر خاص بمونانسو كونغو معين أو بممارس فردي نفسه. نظرًا لأنهم يعتبرون أقوياء جدًا، فإن معرفة معاني الشركات غالبًا ما تظل سرية، حتى عن المبتدئين الجدد. لدى بعض الممارسين دفترًا يرسمون فيه الشركات التي يستخدمونها، ويمكنهم تعليم الآخرين منها.

###### القرابين والتضحيات الحيوانية
يتم تقديم مجموعة من العروض إلى نجانجا، بما في ذلك الطعام والأغواردينتي والسيجار والشموع والزهور والمال. يؤكد بالو أن النجاجا يسعون إلى التغذي على الدم حتى ينمووا ويكتسبوا القوة. وبالتالي فإن التضحية بالحيوانات هي جزء أساسي من طقوس بالو، حيث تُعرف بمصطلح اللغة الإسبانية ماتانزا. يعتمد اختيار الحيوان الذي سيتم التضحية به على شدة سبب القرابين. عادة سيتم قتل ديك أو اثنين، ولكن بالنسبة للقضايا الأكثر أهمية، عادة ما يتم اختيار حيوان ذو أربع أرجل. عادةً ما يكون رئيس كونغو مونانسو مسؤولاً عن تحديد نوع التضحية المناسبة للموقف.
غالبًا ما يتم تقديم العروض للنجانجا بشكل خاص. في عادات بالو، من المتوقع أن يتم تقديم التضحيات للنجانجا في ذكرى إنشائها. سيتم أيضًا تقديمها عادةً في يوم عيد القديس الكاثوليكي الروماني الذي يُعادل السانتيريا أوريشا التي يُعتقد أنها تشترك كثيرًا مع المبونغو التي تتجلى في نجانجا المعنية. على سبيل المثال، يتم الاحتفال بروح المبونغو ساراباندا في 29 يونيو، وهو يوم عيد القديس بطرس (سان بيدرو)، لأنه في الديانة العامية الكوبية، يُعادل الأخير أوريشا أوغون، وهو كيان يُعتقد أن له سمات مماثلة لساراباندا. سيتم رسم شركة على الأرض حيث سيتم القتل. غالبًا ما يكون هناك غناء وترديد وأحيانًا قرع الطبول أثناء تقديم الأضحية أمام نجانجا ويجوز غسل قدمي المجني عليه وسقيه الماء. عادةً ما يتم قطع حلق الحيوان، عادة بواسطة شخصية بارزة في مونانسو الكونغو.
يعتبر دماء الحيوانات المضحى بها "ساخنًا" جدًا. يُعتقد أن الأنواع المختلفة لديها مستويات مختلفة من الحرارة يُعتقد أن دم الإنسان هو "الأكثر سخونة"، يليه دم السلاحف والأغنام والبط والماعز، بينما يُعتقد أن دم الطيور الأخرى، مثل الدجاج والحمام، "أكثر برودة". عادةً ما يتم قتل الحيوانات التي يُعتقد أن دمها "أكثر سخونة" أولاً. قد ينسكب الدم على النجانجا وعلى الأرض. يمكن بعد ذلك وضع رأس الحيوان المقطوع على نجانجا. ستتم إزالة العديد من الأعضاء وتقليبها، ووضعها أمام النجانجا، حيث غالبًا ما تُترك لتتحلل، مما ينتج عنه رائحة قوية ويجذب الديدان. سيتم أخذ أجزاء أخرى من الجسم وإعدادها لاستهلاك الحاضرين غالبًا ما تتم المحاولات للتأكد من أن كل شخص حاضر في الطقوس يستهلك بعضًا من لحم الذبائح. غالبًا ما يتبع التضحية احتفال أكثر عمومية يشمل الغناء والطبول والرقص.

###### الموسيقى والرقص
يقدم ممارسو بالو عروضًا للنجانجا تتضمن الغناء والطبول والرقص. سيتم إجراؤها في التنشئة، أو في أيام الأعياد، أو في المناسبات التي يُطلب فيها من النجانجا القيام بشيء ما. الأغاني المستخدمة عادة ما تكون أبسط من تلك الموجودة في السانتيريا، وتتكون من تكرار الألحان القصيرة. غالبًا ما تستحضر الكلمات كيانات خارقة للطبيعة أو تركز على عمل تعويذة. الأغاني أيضًا متضادة، حيث يتناوب العازف المنفرد والكورس، كما هو شائع في مختلف تقاليد الشتات الأفريقي.
النمط الرئيسي للطبل المستخدم في بالو هو تومبادورا ذات الرؤوس الثلاثة وهذا يختلف عن طبلة باتا المستخدمة في السانتيريا. غالبًا ما يتم عزف هذه الطبول في مجموعات مكونة من ثلاثة أشخاص. نظرًا لعدم توفر آلات تومبادورا دائمًا، يستخدم أتباع بالو أحيانًا صناديق من الخشب الرقائقي كطبول. أثناء الأداء، قد يتنافس عازفو الطبول ضد بعضهم البعض لعرض مهاراتهم. تشمل أنماط الطبول التي تم نقلها داخل بالو ريتماس كونجوس و إنفلونسياس بانتو.
لاحظ عالم الدين ميغيل بارنت "عنصرًا ملفتًا للنظر في التمثيل الإيمائي" في رقصات بالو، والتي غالبًا ما يدخل الراقصون خلالها في "جنون مطلق". أسلوب الرقص النموذجي المستخدم في بالو يتضمن ثني الراقص قليلاً عند الخصر وأرجحة أذرعه وركل أرجله للخلف عند الركبة. أسلوب آخر لرقصة بالو هو جاراباتو، حيث يستخدم الراقصون العصي، عادة ما تكون مأخوذة من شجرة الجوافة، ويضربونها ببعضها البعض. على عكس السانتيريا، لا يسير الراقصون في احتفالات بالو في خط ثابت أثناء الرقص. في بالو، يُعتقد أنه أثناء الرقص، قد يكون أحد الراقصين مسكونًا بالموتى. سيُعرف هذا الشخص باسم الكلب الممسوس. يعتقد الممارسون أن الروح ستتحكم في جسد المضيف وإرادته لفترة من الوقت، سيتبنى خلالها الشخص الممسوس سمات هذا الكيان.

###### البدء وطقوس المرور
يُعرف حفل البدء في بيت مديح بالو باسم rayamiento (القطع). عادة ما يتم تحديد توقيت الاحتفال في ليلة اكتمال القمر، ويتم إجراؤه عندما يصل القمر إلى أقصى ضوء له، بسبب الاعتقاد بأن إمكانات القمر تنمو جنبًا إلى جنب مع إمكانات الموتى. سيتم عقده في el Cuarto de religión (غرفة الدين)، والتي تُعرف أحيانًا باسم el Cuarto (الغرفة).  يتضمن حفل رايامينتو تضحية بالحيوانات. يلزم وجود ديكين، على الرغم من أنه في بعض الأحيان يتم قتل حيوانات إضافية لإطعام نجانجا.
قبل طقوس البدء، سيتم غسل المبتدئ في أغوا نونجورو، وهو ماء ممزوج بأعشاب مختلفة، وهو إجراء يسمى ليمبيزا ويتم ذلك من أجل "تبريدهم". سيتم بعد ذلك إحضار المبتدئ إلى مكان الطقوس معصوب العينين ويرتدي ملابس بيضاء ويجوز لف البنطال حتى الركبتين، ومنشفة فوق الكتفين، ومنديل على الرأس. يتم ترك الجذع والقدمين بدون ملابس. قد يتم إرشادهم للوقوف فوق ثابت مرسوم على الأرض. إنهم يقطعون وعودًا بالالتزام بـ نجانجا بيت التسبيح، وتقديم القرابين له في أعياد ميلاده مقابل حمايته. 
سيتم بعد ذلك قطع المبتدئ. تضمنت الأدوات المستخدمة شفرة حلاقة أو مهماز الديك أو شوكة. يمكن إجراء عمليات القطع على الصدر أو الكتفين أو الظهر أو اليدين أو الساقين أو اللسان. ستكون بعض القطع عبارة عن خطوط مستقيمة، والبعض الآخر قد يكون عبارة عن تقاطعات أو تصميمات أكثر تفصيلاً، وتشكل ثباتًا. ويعتقد أن التخفيضات تفتح المبادرة لأرواح الموتى، وبالتالي تمكن من الحيازة. من الاعتقاد السائد في بالو أن الموتى قد يمتلكون المبادرة في لحظة القطع، وبالتالي لا يُعتقد أنه من غير المألوف أن يصابوا بالإغماء أثناء ذلك يتم بعد ذلك جمع الدم الناتج وإعطاؤه للنجانجا ، وهو أمر يعتقد الممارسون أنه يعزز قوة المرجل إما للشفاء أو إيذاء المبتدئ. يمكن أيضًا وضع خيوط شعر المبتدئ في نجانجا.  قد يتم فرك أجزاء من محتويات النجانجا في الجروح،  بما في ذلك في بعض الأحيان غبار العظام المكشوف من النفومبي. سيتم ملء جروح المبتدئين بشمع الشمع والنتوفا والشامبا والأخير عبارة عن مزيج من مسحوق العظام البشرية والروم والفلفل الحار والثوم. في بعض الأحيان تترك التخفيضات ندوبًا. بمجرد الانتهاء من القطع، ستتم إزالة العصابة عن العينين. سيتوجه المبتدئ الجديد بعد ذلك إلى الخارج لاستقبال القمر ومن المتوقع بعد ذلك زيارة مقبرة قريبة. تعتبر المعاناة التي تم تحملها أثناء طقوس البدء بمثابة اختبار لتحديد ما إذا كان المبتدئ يتمتع بالصفات المطلوبة من باليرو أو باليرا.
يجب على نجويوس بعد ذلك أن يتعلم الطريقة الصحيحة التي يجب بها الاقتراب من نجانجاوكيفية تقديم التضحية لها. يتم تعليم الطلاب في بالو من خلال القصص والأغاني وذكريات كبار السن. سوف يراقبون أيضًا شيوخهم ويسعون إلى فك ألغاز الأخير. قد يختبر الممارس لاحقًا طقوس رايامينتو ثانية، مما يمكّنه من أن يصبح مبتدئًا كامل المستوى في بيت الصلاة وبالتالي إنشاء نغانغا الخاصة به. في جنازة الممارس، يمكن التضحية بالديك وسكب دمه على التابوت الذي يحتوي على المتوفى، وبذلك يتم التعرف على الممارس الميت مع أرواح الموتى.  كما هو الحال عند البدء، غالبًا ما يتم رسم الشركة على الجسم.

###### الشفاء والعرافة
غالبًا ما يدعي ممارسو بالو أن طقوسهم ستعالج المشكلة على الفور، وبالتالي يقترب العملاء بانتظام من باليرو أو باليرا عندما يريدون حلًا سريعًا لمشكلة ما. وتختلف طبيعة القضية يمكن أن يشمل التعامل مع بيروقراطية الدولة أو قضايا الهجرة، مشاكل في العلاقات، أو لأنهم يخشون أن يكونوا مبتلين بروح ضارة. في بعض الأحيان، قد يطلب العميل من ممارس بالو قتل شخص ما نيابةً عنه باستخدام نجانجا الخاص به. الرسوم المدفوعة لممارس بالو مقابل خدماتهم تسمى derecho. وأشار أوتشوا إلى أن الحكمة العامة في كوبا ترى أن الرسوم التي يتقاضاها ممارسون بالو أقل من تلك التي يتقاضاها ممارسون السانتيريا. في الواقع، في كثير من الحالات، يلجأ العملاء إلى ممارسي بالو للحصول على المساعدة بعد أن طلبوا المساعدة بالفعل، دون جدوى، من أحد المبتدئين في السانتيريا.
ينخرط الممارسون في العلاج من خلال استخدام التعويذات والصيغ والتعاويذ، وغالبًا ما يعتمدون على المعرفة المتقدمة بالنباتات والأعشاب الكوبية. قد تكون الخطوات الأولى التي يتخذها باليرو أو باليرا لمساعدة شخص ما هي limpieza أو despojo (المقاصة) حيث يتم التخلص من الموتى الضارين من الشخص المصاب. تتضمن عملية الليمبيزا مجموعة من الأعشاب المجمعة معًا والتي يتم مسحها على الجسم ثم حرقها أو دفنها. ويعتقد الممارسون أن تأثير هذه الأعشاب هو "تبريد" الشخص لمواجهة "حرارة" الموتى المضطربة التي تحيط به. يعمل الليمبيزا أيضًا في السانتيريا.
يتضمن إجراء الشفاء الآخر إنشاء resguardos، والتمائم التي قد تتضمن قطعًا صغيرة من nfumbe، ونشارة من عصي بالو، وتراب من القبر وكثيب النمل، وعشب كيمبانسا، وأجزاء من جسم الحيوان. وعادة ما يتم ربطها في حزم صغيرة وإدخالها في قشور الذرة قبل خياطتها في عبوات من القماش يمكن للشخص المصاب أن يحملها. غالبًا ما يتم غناء الأغاني أثناء إنشاء resguardo، بينما سيتم تقديم الدم لتنشيطها. غالبًا ما يتم وضع resguardo بواسطة نجانجا لبعض الوقت لامتصاص نفوذه. قد يلجأ ممارس بالو أيضًا إلى كامبيو دي فيدا، أو تبديل الحياة، حيث ينتقل مرض المريض النهائي إلى حيوان آخر، عادةً ما يكون حيوانًا غير بشري ولكن في بعض الأحيان دمية أو إنسان بالتالي إنقاذ العميل.
قد يطلق على المجموعة أو الحزمة المعدة للعميل اسم tratado (معاهدة) وتحتوي على العديد من نفس العناصر التي تدخل في نجاجنا يُعتقد أن هذه الحزم تكتسب قوتها من المواد المضمنة فيها والصلوات والأغاني التي تم أداؤها أثناء إنشائها. يمكن وضع هذا على نجانجا لنقل رسالته إلى وعاء الروح. يمكن أيضًا اختيار أجزاء من نجانجا واستخدامها لإنشاء جواردييرو (الوصي)، وهي سفينة مصممة لغرض معين؛ بمجرد اكتمال هذا الغرض، يمكن تفكيك الحارس وإعادة أجزائه إلى نجانجا. إذا استمرت مشكلة العميل، غالبًا ما يوصي باليرو / باليرا بأن يخضع العميل لبدء بالو من أجل تأمين الحماية والمساعدة من نجانجا.

###### بيلونجوس
في كوبا، يُعتقد على نطاق واسع أن المرض ربما يكون ناجمًا عن روح شريرة مرسلة ضد الشخص المريض بواسطة باليرو أو باليرا. سيحدد بعض ممارسي بالو كيانات muertos oscuros (الموتى المظلمين) التي تم إرسالها ضد شخص مصاب من قبل الأعداء، فيما يتعلق بهذه الكيانات مثل الاختباء في النباتات، أو التجسد في الملابس أو الأثاث، أو المخبأة في الجدران، أو اتخاذ شكل حيواني. إذا فشلت تقنيات مثل limpieza أو resguardos في التعامل مع مشاكل العميل، فغالبًا ما يتبنى ممارس بالو أساليب أكثر عدوانية لمساعدة الشخص المصاب. سوف يستخدمون العرافة لتحديد هوية من قام بشتم موكلهم يمكنهم بعد ذلك الحصول على آثار من دم ذلك الشخص أو عرقه أو تربة مشوا عليها، وذلك للتلاعب بها طقوسًا.
تسمى هجمات بالو المضادة بيلونجوس. غالبًا ما تكون هذه التلفيقات مصنوعة من أنواع مختلفة من التربة والمساحيق غالبًا ما تشتمل المكونات على الضفادع المجففة أو السحالي أو الحشرات أو العناكب أو شعر الإنسان أو عظام الأسماك. لكي يكون البيلونغو فعالًا، يعتقد الممارسون أنه يجب ربطه بالدم إلى نجانجا معين. وفي بعض الأحيان يتم وضعها داخل مرطبان أو زجاجة. سيتم دفن معظم البيلونغو بالقرب من منزل ضحيتهم، ومن الأفضل أن يكون ذلك في الفناء الخلفي لمنزلهم أو بالقرب من بابهم الأمامي. في اعتقاد بالو، يقوم البيلونغو بعد ذلك بسحب روح nfumbe من خارج نجانجا الحارس للذهاب ومهاجمة الضحية المقصودة. يمكن تسمية الروح المرسلة للهجوم بـ muerto oscuro أو enviación. لا يمكن اعتبار هذا روحًا لفرد ميت، بل روحًا تم إنشاؤها خصيصًا لهذا الغرض، وهي نوع من "الإنسان الآلي المتحرك أو الحي". يُطلق على هجوم من هذا النوع اسم kindiambazo (ضربة بريندا) أو cazuelazo (ضربة مرجل). وهذا بدوره قد يؤدي إلى سلسلة من الضربات والضربات المضادة من قبل Paleros أو Paleras مختلفة تعمل لصالح عملاء مختلفين. في تبني الهجمات المضادة العدوانية ضد المجرمين المتصورين، يختلف بالو عن السانتيريا.

###### العرافة
يتواصل ممارسو بالو مع أرواحهم عبر العرافة يتم تحديد أسلوب العرافة المستخدم حسب طبيعة السؤال الذي يسعى الباليرو / باليرا إلى طرحه. اثنان من الأساليب المستخدمة في التنجيم هما ندونغي، والذي يستلزم العرافة باستخدام قطع من قشرة جوز الهند، والتشامالونجو، والذي يستخدم قذائف الرخويات. يتم استخدام كلا الأسلوبين التنجيميين أيضًا، وإن كان بأسماء مختلفة، من قبل أتباع السانتيريا.
فولا هو شكل من أشكال العرافة باستخدام البارود. وهو ينطوي على وضع أكوام صغيرة من البارود فوق لوح أو على الأرض. يتم طرح سؤال ثم يتم إشعال النار في إحدى الأكوام. إذا انفجرت جميع الأكوام في وقت واحد، فهذا يعتبر إجابة إيجابية على السؤال. هل يوجد شكل آخر من أشكال العرافة المستخدمة في بالو هو فيتيتي مينسو. يتضمن ذلك مرآة صغيرة توضع عند فتحة قرن حيوان مزين بالخرز، المباكا. يتم بعد ذلك تغطية المرآة بسخام الدخان ويقوم الباليرو أو الباليرا بتفسير المعاني من الأشكال التي شكلها السخام. يُطلق على المباكا أحيانًا اسم "عيون نجانجا" وغالبًا ما يتم الاحتفاظ بها فوق نجانجا نفسها. يعتبر كل من فولا وفيتيتي مينسو من أشكال العرافة التي لا يشاركها بالو مع السانتيريا.

## تاريخ

### خلفية
بعد أن غزت الإمبراطورية الإسبانية كوبا، انخفض عدد سكان الأراواك والسيبوني بشكل كبير. ثم تحول الأسبان إلى العبيد الذين تم بيعهم في موانئ غرب إفريقيا كمصدر للعمالة في مزارع السكر والتبغ والقهوة في كوبا كانت العبودية منتشرة على نطاق واسع في غرب أفريقيا، حيث تم استعباد أسرى الحرب وبعض المجرمين. تم جلب ما بين 702.000 إلى مليون أفريقي مستعبد إلى كوبا، كان أولها في عام 1511، على الرغم من أن غالبيتهم كانت في القرن التاسع عشر. في كوبا، تم تقسيم العبيد إلى مجموعات تسمى " الأمم"، وغالبًا ما يعتمد ذلك على ميناء المغادرة وليس على خلفيتهم العرقية والثقافية.
نشأت بالو من ديانة الكونغو لشعب باكونغو، مستمدة عناصر ثقافية ولغوية مختلفة من مملكة الكونغو والتي غطت منطقة تشمل ما يعرف الآن بشمال أنغولا، وكابيندا، وجمهورية الكونغو، وأجزاء من كل من الجابون وجمهورية الكونغو. جمهورية الكونغو الديمقراطية. شكل عبيد الباكونغو أكبر أمة في كوبا بين عامي (1760 - 1790)، عندما كانوا يشكلون أكثر من 30% من الأفارقة المستعبدين في الجزيرة. كان العديد من هؤلاء الأفراد قد جلبوا معهم المعتقدات والممارسات التقليدية. هرب بعض المستعبدين ليشكلوا مستعمرات مستقلة، أو بالينك، حيث يمكن أن تستمر الطقوس الأفريقية التقليدية. وانضم آخرون إلى جمعيات المساعدة المتبادلة الأفريقية، والتي تسمى كابيلدوس أو كوفرادياس والتي كان بعضها بقيادة باكونغو، والتي يمكن أيضًا إقامة الطقوس التقليدية فيها سرًا.

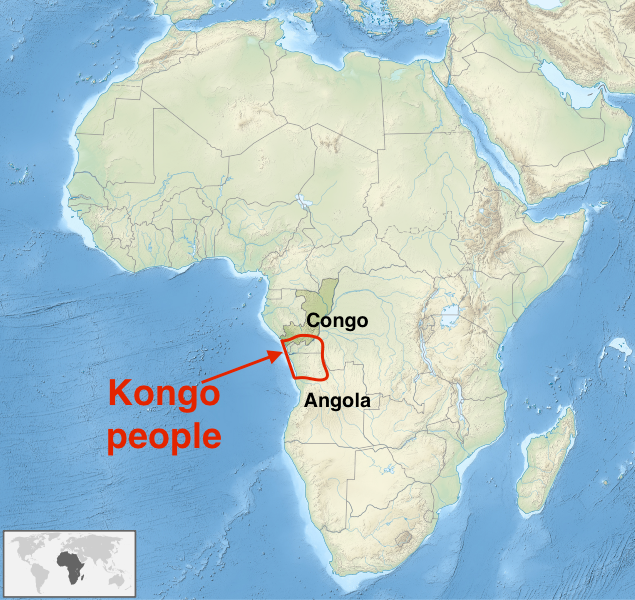
منطقة غرب ووسط أفريقيا يسكنها شعب باكونغو

وفي مملكة الكونغو وما حولها، كان هناك عدد من المنظمات النشطة التي تشارك في الأنشطة الدينية. كان ليمبا مجتمعًا تجاريًا وشفائيًا ظهر على الضفة الشمالية لنهر الكونغو السفلي في منتصف القرن السابع عشر واستمر في العمل حتى منتصف القرن العشرين. كان مجتمع كونغو آخر هو نكيتا، الذي كان نشطًا في وادي الكونغو السفلي في القرن التاسع عشر. كان الجزء الرئيسي من العديد من تقاليد الشفاء الكونغولية هو مينكيسي، وهي أشياء تحتوي على قوة روحية، ومن هذه الأشياء اشتق بالو نجانجاغالبًا ما كانت المنكيسي عبارة عن سلال أو أكياس، وكانت بعض أقدم نجانجا المسجلة أيضًا عبارة عن أكياس، تسمى بوما. لا يُعرف متى ظهر النغانغا بشكله الحالي بين الشعوب المنحدرة من باكونغو في كوبا اقترحت عالمة الاجتماع جوالين إي. دودسون وجود صلة محتملة بين القدور الحديدية المستخدمة في نجانجا وتلك المستخدمة لمعالجة قصب السكر في الجزيرة. من المحتمل أن يكون النجانجا أحد الأسلحة القليلة جدًا التي يمكن أن يستخدمها المستعبدون ضد أصحابهم.
في كوبا الإسبانية، كانت الكاثوليكية الرومانية هي الدين الوحيد الذي يمكن ممارسته بشكل قانوني. بذلت الكنيسة الكاثوليكية الرومانية في كوبا جهودًا لتحويل الأفارقة المستعبدين، لكن التعليم الكاثوليكي الروماني المقدم للأخيرين كان روتينيًا ومتقطعًا. شهدت العقود الأخيرة من القرن التاسع عشر أيضًا اهتمامًا متزايدًا بالروحانية، وهو دين يعتمد على أفكار الكاتب الفرنسي آلان كارديك، والذي أثبت في كوبا شعبيته بشكل خاص بين الفلاحين البيض، وطبقة الكريول، والطبقة المتوسطة الحضرية الصغيرة. الروحانية، والتي غالبًا ما كانت تسمى باللغة الإسبانية في كوبا روحانية، أثرت أيضًا على بالو، وخاصة طائفة بالو مايومبي.

###### التكوين والتاريخ المبكر

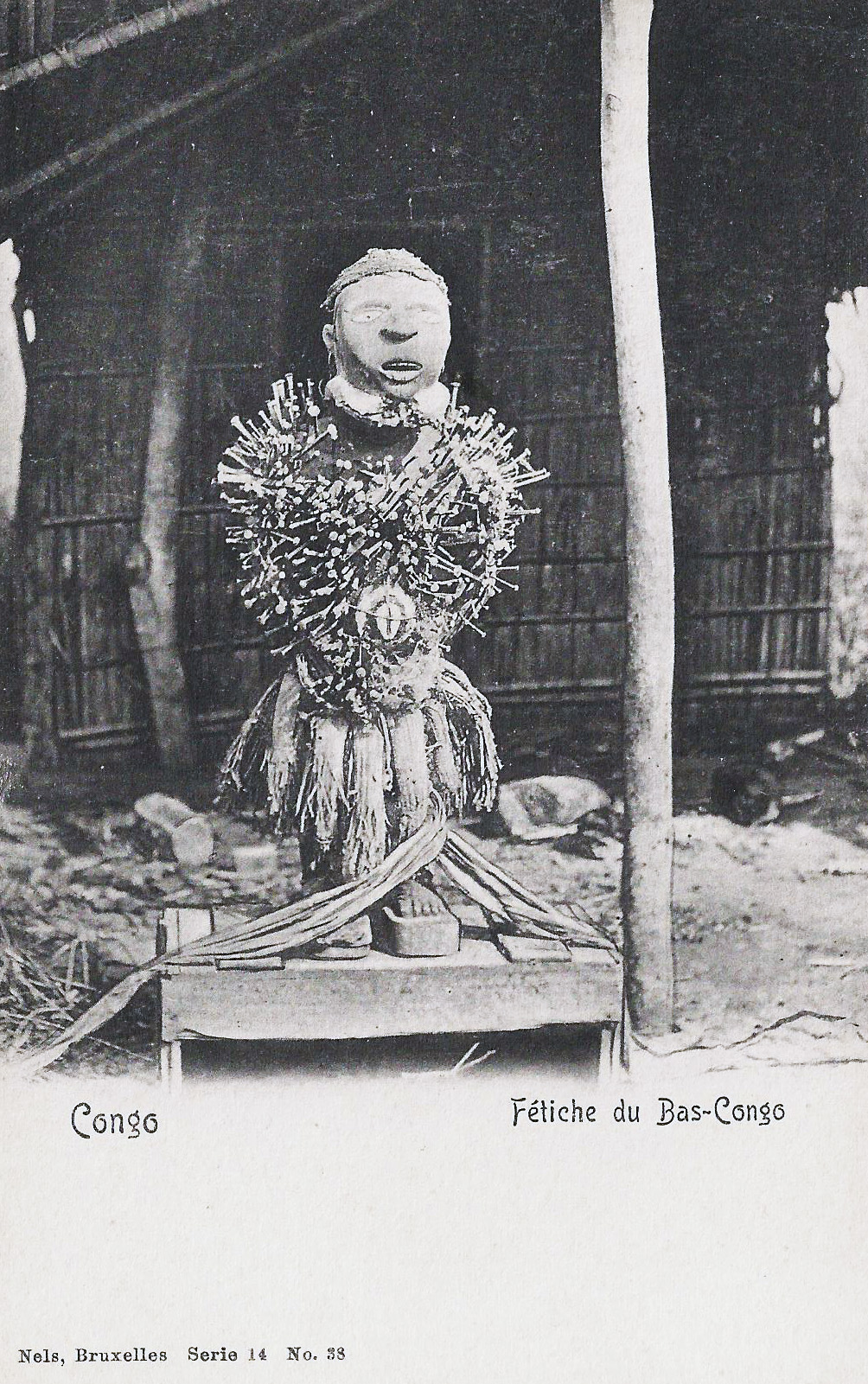
تتضمن تقاليد الشفاء الكونغولية أشياء تسمى مينكيسي ؛ تم تصوير هذا النكيسي في الكونغو. تم التعرف على المنكيسي على أنهم رواد نجانجا الكوبية.

مع أخذ التأثيرات السابقة ودمجها في شكل جديد، تطورت بالو كدين متميز في أواخر القرن التاسع عشر أو أوائل القرن العشرين. وصف أوتشوا تشكيلها بأنه حدث "بالتزامن مع، أو ربما ردًا على"، تشكيل السانتيريا، وهو تقليد قائم على اليوروبا ظهر في المناطق الحضرية في غرب كوبا خلال أواخر القرن التاسع عشر. وأشار أوتشوا إلى أن "أفكار الموتى الكونغولية" قد نُقلت إلى مكان من الهامشية داخل الكون الكريولي الناشئ حيث كانت الكاثوليكية الرومانية هي المهيمنة ولكن مع انتشار تأثيرات اليوروبا أيضًا. وقال إن أفكار اليوروبا عن الآلهة يمكن أن تتكيف بسهولة مع الكاثوليكية وبالتالي أصبحت مهيمنة على أفكار الكونغو. يعتقد أوتشوا أن بالو نشأ في هافانا. وبحلول مطلع القرن العشرين، تم نقلها إلى أورينتي في شرق كوبا من منطقة ماتانزاس في غرب الجزيرة.
في مطلع القرن العشرين، كانت هناك حالات مختلفة اتهم فيها الكوبيون المنحدرون من أصل أوروبي الكوبيين المنحدرين من أصل أفريقي بالتضحية بأطفال مسيحيين بيض من أجل نجانجا الخاصة بهم. في عام (1904)، عُقدت محاكمة كوبيين من أصل أفريقي متهمين بقتل طفل صغير يُدعى زويلا دياز طقوسًا لشفاء أحد أعضائهم من العقم. وأدين اثنان منهم وتم إعدامهما. تم تناقل الإشارات إلى القضية في أغاني بالو خلال بقية القرن. استمرت مضايقات الشرطة لممارسي بالو حتى منتصف القرن العشرين.
خلال الأربعينيات من القرن الماضي، تمت دراسة العديد من ممارسي بالو من قبل عالمة الأنثروبولوجيا ليديا كابريرا. منذ هذه اللحظة، قرأ العديد من الممارسين أعمال العلماء الذين يدرسون تقاليدهم من أجل إثرائها.

###### بعد الثورة الكوبية
أدت الثورة الكوبية عام (1959) إلى تحول الجزيرة إلى دولة ماركسية لينينية يحكمها الحزب الشيوعي الكوبي بقيادة فيدل كاسترو. ملتزمة بإلحاد الدولة، اتخذت حكومة كاسترو وجهة نظر سلبية تجاه الأديان الأفريقية الكوبية. ومع ذلك، في أعقاب انهيار الاتحاد السوفييتي في التسعينيات، أعلنت حكومة كاسترو أن كوبا تدخل " فترة خاصة " حيث سيكون من الضروري اتخاذ تدابير اقتصادية جديدة. وكجزء من هذا، شارك كهنة السانتيريا، وإيفا، وبالو جميعًا في الجولات التي ترعاها الحكومة للأجانب الراغبين في البدء في مثل هذه التقاليد. وأشار أوتشوا إلى أن بالو "ازدهرت" وسط الإصلاحات الليبرالية في منتصف التسعينيات.

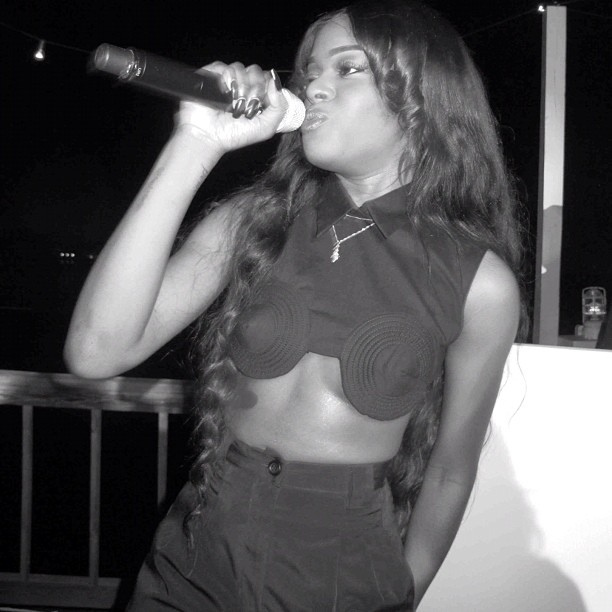
كانت مغنية الراب الأمريكية أزيليا بانكس منفتحة في ممارستها لبالو. في عام 2021، وصفت الباحثة إليزابيث بيريز بانكس بأنها "أكثر المؤيدين شهرة وصوتًا ووضوحًا لتقاليد المحيط الأطلسي الأسود في الآونة الأخيرة".

شهدت العقود التي تلت الثورة الكوبية هجرة مئات الآلاف من الكوبيين، بما في ذلك ممارسي بالو. شهدت الستينيات وصول المهاجرين الكوبيين إلى فنزويلا، وربما أحضروا معهم بالو، وهو الأمر الذي عززه وصول المزيد من الكوبيين في أوائل القرن الحادي والعشرين. في العقد الأول من القرن الحادي والعشرين، أفاد السكان أن العديد من القبور في Cementerio General del Sur في كاراكاس قد تم فتحها لإزالة محتوياتها لاستخدامها في احتفالات بالو. ظهر بالو أيضًا في المكسيك. في عام (1989)، تبين أن مهرب المخدرات الكوبي الأمريكي أدولفو كونستانزو ومجموعته قد اختطفوا وقتلوا ما لا يقل عن 14 شخصًا في مزرعتهم خارج ماتاموروس، تاماوليباس في المكسيك، مع وضع عظام ضحاياهم في القدور لاستخدامها في طقوس بالو.يبدو أن مجم إعلامية هذه الممارسات بشكل غير صحيح بأنها " عبادة الشيطان ".
أنشأت بالو أيضًا وجودًا لها في الولايات المتحدة. في عام 1995، اعتقلت مصلحة الأسماك والحياة البرية الأمريكية كاهنًا كبيرًا بالو مايومبي في ميامي، فلوريدا ، كان بحوزته عدة جماجم بشرية وبقايا حيوانات غريبة.  في نيوارك، نيوجيرسي ، في عام 2002، تم العثور على أحد ممارسي بالو لديه بقايا جثتين على الأقل داخل أواني داخل الطابق السفلي، إلى جانب العناصر المنهوبة من القبر. ألقي القبض على كاهن من ولاية كونيتيكت بالو في عام 2015 بتهمة سرقة عظام من الأضرحة في مقبرة ورسستر، ماساتشوستس. في عام 2021، قام رجلان من فلوريدا بسرقة القبور لشراء رؤوس المحاربين القدامى القتلى من أجل احتفالات بالو. في عدة أجزاء من الولايات المتحدة، صادف علماء الآثار وعلماء الأنثروبولوجيا الشرعيون في كثير من الأحيان بقايا نجانجا، وغالبًا ما يشيرون إليها باسم "جماجم السانتيريا"، وهو المصطلح الذي خلط بين بالو والسانتيريا. تم استرداد أحد الأمثلة على سبيل المثال أثناء تجفيف قناة في غرب ماساتشوستس في عام (2012). كما أعلنت مغنية الراب الأمريكية أزيليا بانكس علنًا عن ممارستها لـ بالو مايومبي، وناقشتها مع ديانات الشتات الأفريقية الأخرى على وسائل التواصل الاجتماعي منذ عام (2016) على الأقل.

## الطوائف
تنقسم بالو بين طوائف أو تقاليد مختلفة، تسمى راماس، كل منها يشكل سلالة طقوس. الأربعة الرئيسية هي بريمبا، كيمبيسا، مايومبي، ومونتي يؤكد بعض الممارسين أن مايومبي ومونتي هما نفس التقليد، في حين تم اعتبارهما منفصلين في أماكن أخرى. تشمل رامات بالو الأخرى Musunde وQuirimbya وVrillumba. يعتقد العديد من الممارسين أن هذه الأسماء مستمدة من أسماء المجموعات العرقية المختلفة التي كانت موجودة في مملكة الكونغو وما حولها. كل فرع من هذه الفروع له أسلوب الطبول الخاص به لاستخدامه أثناء الطقوس. إيقاعات الطبول المفضلة في مايومبي وبريومبا أسرع من تلك الموجودة في مونتي أو كيمبيسا. في هافانا، كان بالو مونتي أحد التقاليد السائدة في أواخر القرن العشرين، مما أدى إلى استخدام العديد من المصادر الأكاديمية والشعبية مصطلح "بالو مونتي" للدين بأكمله. بالو مونتي تعني عصي الغابة.
وفقًا للتقاليد، تأسست طائفة كيمبيسا في القرن التاسع عشر على يد أندريس فاكوندو كريستو دي لوس دولوريس بيتي، الذي كان توفيقيًا للغاية في نهجه تجاه بالو. قام بيتي بدمج بالو مع عناصر من السانتيريا والروحانية والتصوف الروماني الكاثوليكي. يعتمد التقليد على مبادئ المحبة المسيحية. من الشائع في معابد كيمبيسا العثور على صور لمريم العذراء والقديسين والصليب ومذبح سان لويس بلتران، قديس التقليد. ينظر بعض أعضاء تقاليد بالو الأخرى بشكل نقدي إلى الكمبيسا، معتقدين أنها تنحرف كثيرًا عن الممارسات الكونغولية التقليدية.
تم أيضًا دمج بالو نجانجا في نوع كوبي من الروحانية، إل إسبيريتيزمو كروزاو، يُطلق عليه في مكان آخر بالو كروزادو. في كوبا، يُطلق على مزج بالو مع الأفكار الروحية أيضًا اسم Muertería. في المناطق الريفية، كان هناك تقليد يسمى بمبي يمزج بين التقاليد الدينية في وسط وغرب أفريقيا.

## التركيبة السكانية

غالبًا ما يحيي ممارسو بالو بعضهم البعض بعبارة nsala Malekum

تتواجد بالو في جميع أنحاء كوبا، على الرغم من أنها قوية بشكل خاص في المقاطعات الشرقية للجزيرة. [348] في وصف الوضع في العقد الأول من القرن الحادي والعشرين، أشار أوتشوا إلى أن هناك "المئات إن لم يكن أكثر" من دور مديح بالو النشطة في كوبا، وفي عام (2015) علق كيرستيتزي قائلاً إن الدين "منتشر على نطاق واسع" في الجزيرة. على الرغم من أنها نشأت من تقاليد شعب باكونغو، فقد تم ممارسة بالو أيضًا من قبل الكوبيين من أصل أفريقي ذوي التراث العرقي الآخر، وكذلك من قبل الكوبيين الأوروبيين، والكريول، والأشخاص الذين يعيشون خارج كوبا.  وأشار أوتشوا إلى أنه في نهاية القرن العشرين، كانت جميع ألوان البشرة المختلفة ممثلة بين أتباع بالو في كوبا.  اكتسبت بالو أيضًا شعبية بين الشباب في مختلف المناطق الحضرية في الولايات المتحدة.
في كوبا، يكون الناس في بعض الأحيان على استعداد للسفر لمسافات طويلة للتشاور مع باليرو أو باليرا معين حول مشاكلهم. يقترب الناس من الدين أولاً لأنهم يطلبون المساعدة العملية في حل مشاكلهم، وليس لأنهم يرغبون في عبادة آلهته.

## استقبال
في المجتمع الكوبي، تحظى بالو بالتقدير والخوف. وصف أوتشوا "جوًا كبيرًا من الرهبة" يحيط به في المجتمع الكوبي، بينما أشار كيرستيتزي إلى أن الكوبيين عادةً ما يعتبرون باليرو وباليرا "ساحرات خطيرات وعديمي الضمير". غالبًا ما يرتبط هذا بالصورة النمطية القائلة بأن الباليروس والباليرا قد يقتلون الأطفال لإدراجهم في نجانجا الخاصة بهم وأشار أوتشوا إلى أنه سمع في التسعينيات من القرن الماضي آباء كوبيين يحذرون أطفالهم من أن "رجلاً أسود يحمل كيساً" سيحملهم لإطعام مرجله. أصبحت بالو أيضًا مرتبطة بالممارسة الإجرامية، ويرجع ذلك جزئيًا إلى الطبيعة غير القانونية للحصول على الرفات البشرية المدفونة في كوبا، يمكن أن تؤدي الإدانة بتدنيس قبر إلى عقوبة السجن لمدة تصل إلى 30 عامًا. لقد أثر وجود بالو على دفن العديد من الأفراد في كوبا. ريميجيو هيريرا،آخر بابالو أفريقي المولد على قيد الحياة، أو كاهن إفا، على سبيل المثال، تم دفنه في قبر مجهول لمنع باليروس / باليراس من حفر جثته لدمجها في نجانجا.
تم دمج بالو أيضًا في الثقافة الشعبية، كما هو الحال في رواية ليوناردو بادورا فوينتيس لعام 2001 Adiós Hemingway y La cola de la serpiente. بحلول بداية القرن الحادي والعشرين، كان العديد من الفنانين الكوبيين يدمجون صور بالو في أعمالهم. أحد الأمثلة هو خوسيه بيديا فالديس، الذي تلقى روح نجانجا ساراباندا عند بدايته في بالو. اعتمد العديد من الفنانين وفناني الجرافيك الشركات دون أن يكونوا من رواد بالو.